# Kiss Me (Sixpence None the Richer)
Kiss Me è un singolo del gruppo musicale statunitense Sixpence None the Richer, pubblicato l'11 agosto 1998 come primo estratto dal terzo album in studio Sixpence None the Richer.
Ha raggiunto la vetta della classifica dei singoli negli Stati Uniti, ma è diventata enormemente popolare in tutto il mondo dopo essere stata utilizzata nella colonna sonora di diversi film e telefilm di successo, primo fra tutti l'omonimo film Kiss Me.

## Descrizione
Un anno dopo la pubblicazione dell'album Sixpence None the Richer, il brano fu inserito nella colonna sonora del film Kiss Me e della popolare serie televisiva Dawson's Creek ed ebbe più successo dell'album stesso, diventando il brano più famoso della band.
La canzone venne pubblicata come singolo nel 1998, rendendo i Sixpence particolarmente noti negli Stati Uniti d'America. La canzone venne nominata al Grammy ed ebbe una grandissima programmazione in Canada, nel Regno Unito e in tutta l'Europa in generale, in Giappone (in seguito "Kiss Me" fu registrata anche in giapponese), in Australia ed in Israele.
Matt Slocum scrisse la canzone per la moglie, ma dato che a cantarla era una donna, il cui partner, secondo le parole del testo, aveva un "cappello a fiori" si pensò parlasse di una coppia di lesbiche.

## Promozione
Oltre che nell'omonimo film, Kiss Me è entrata a far parte della colonna sonora di film come Non è un'altra stupida commedia americana (durante una scena in cui veniva parodiato Kiss Me), Come farsi lasciare in 10 giorni, Be Cool e di serie tv quali Dawson's Creek, Daria, Febbre d'amore, Days of Our Lives, Settimo cielo. È stato utilizzato anche in show televisivi come Saturday Night Live e The Real World.

## Video musicale
Il videoclip è un tributo al regista francese François Truffaut, sulla tomba del quale (situata nel cimitero di Montmartre) la cantante depone un fiore nella scena finale del videoclip, e in particolare al suo film Jules e Jim: girato a Parigi in bianco e nero, contiene la ricostruzione di molte scene della pellicola. Una versione alternativa distribuita in seguito contiene la band seduta su una panchina, mentre guarda delle scene di Dawson's Creek su un televisore portatile e da un proiettore.
Questa seconda versione è stato il video più trasmesso nel mese di maggio 1999 dalla rete televisiva VH1.